# Сепаратизм в Иране
Сепаратизм в Иране — явление в современном Иране, вызванное стремлением некоторых народов проживающих на территории Ирана получить автономию, либо отделиться от него.

## Азербайджанский сепаратизм (азербайджанцы)

### Предыстория
В декабре 1945 года, после окончания Второй мировой войны и оккупации северного Ирана, в Иранском Азербайджане возникло сепаратистское образование «Национально-демократическая республика Южного Азербайджана»
. После однолетнего существования «Национально-демократическая республика Южного Азербайджана» была ликвидирована тегеранским правительством. Как отмечает эксперт Ярослав Бутаков, азербайджанский сепаратизм в Иране имеет историю около ста лет.
Джоанна де Грут отмечает, что азербайджанский сепаратизм в Иране явился ответом на действия Реза Шаха, который пытался навязать населению иранскую национальную идеологию
.

### Современное положение
Согласно Джеду Снайдеру активную роль в обострении азербайджанского сепаратизма в Иране играл президент Азербайджана Эльчибей, который делал все возможное, чтобы разжигать и провоцировать сепаратистские настроения: сепаратистские движения азербайджанцев в Грузии и в Иране с целью создания нового государственного образования
С марта 2002 года в Баку находился лидер южноазербайджанских сепаратистов, бывший профессор Тебризского университета Махмудали Чехрагани. В прошлом попытки иранского руководства добиться выдачи Чехрагани остались безрезультатными
. Сепаратистские стремления в Иранском Азербайджане открыто поддерживаются представителями интеллигенции Республики Азербайджан. Лидер иранских азербайджанцев Чохрагани заявляет о потребности „федерализации“ Ирана:
Вместе с демократизацией мы ждем восстановления естественных прав азербайджанцев, определения естественных границ Азербайджана и определения столицы Юга Азербайджана. Мы за федерализацию Ирана
Согласно аналитику Кириллу Зубкову сепаратистские движения Иранского Азербайджана могут играть важную роль в антиранских планах США. На фоне этого лидер иранских азербайджанцев Чохрагани открыто признает, что их конечной целью является автономия Южного Азербайджана. Согласно политологу Зурабу Тодуа в Азербайджане постепенно нарастает идеология „Единого Великого Азербайджана“, который теоретически может возникнуть в случае распада Ирана. Сторонников этой идеи подкупает заманчивая перспектива превращения Азербайджана в „региональную державу“. Комментируя подход и логику азербайджанской интеллигенции и СМИ в „вопросе Южного Азербайджана“, Тодуа отмечает:»…их логика проста и прямолинейна: «Нагорный Карабах — это сепаратизм», а «Южный Азербайджан — национально-освободительная борьба».
В сентябре 2012, Махмудали Чехрагани заявил, что правящий  режим Ирана проводит политику выдавливания азербайджанцев из региона озера Урмия, а также из провинций Западный и Восточный Азербайджан, и заселяет эти места другими народами.

## Курдский сепаратизм (курды)
PJAK (курд. Partiya Jiyana Azad a Kurdistanê, буквально — «Партия свободной жизни в Курдистане») — партия, выступающая за самоопределение, культурные и политические права курдов в Иране. Считается, что PJAK является иранским аналогом турецкой Рабочей партии Курдистана; обе партии считают Абдуллу Оджалана своим верховным лидером и идейным вдохновителем. Кроме того, PJAK является частью Союза Общин Курдистана.

## Белуджский сепаратизм (белуджи)
Джундалла или Джондалла (араб. جندالله‎, букв. Солдаты Аллаха) — террористическая исламистская организация в Иране, также известная как Движение народного сопротивления Ирана.

## Арабский сепаратизм (арабы Хузестана)
Арабское население Ирана сосредоточено, в основном, на юго-западе страны, в частности, в Хузестане, также именуемом ими Арабистаном.
До 1925 года эта территория, называемая аль-Ахваз, находилась под британским протекторатом. Однако затем территории проживания арабских племён попали под юрисдикцию Ирана.
С 1946 года партия Эль-Саадех (El Saadeh) ведёт борьбу за независимость Хузестана от Ирана. Помимо неё, существует также Фронт Освобождения Арабистана.
Во время ирано-иракской войны местные арабские сепаратисты поддерживали связи с режимом Саддама Хусейна.
С 1990 года несколько партий объединились в Организацию Освобождения аль-Ахваза (Al Ahwaz Liberation Organisation (ALO)). Её руководитель Абдулла аль-Мансури проживает в Маастрихте, Голландия.